# Marumba koreümba
Marumba koreümba är en fjärilsart som beskrevs av Felix Bryk 1946. Marumba koreümba ingår i släktet Marumba och familjen svärmare. Inga underarter finns listade i Catalogue of Life.